# National Highway 2 (Indien)
National Highway 2 (NH 2) ist eine Hauptfernstraße im Norden Indiens mit einer Länge von 1.465 Kilometern. Sie führt durch die Bundesstaaten Delhi, Haryana, Uttar Pradesh, Bihar, Jharkhand und Westbengalen von Delhi nach Kolkata. Im Abschnitt zwischen Kanpur und Kolkata folgt der NH 2 dem Verlauf der historischen Grand Trunk Road.

## National Highways Development Project
- Fast die gesamte Länge des NH 2 wurde durch das National Highways Development Project als Teil des Golden Quadrilateral ausgewählt.
- Ungefähr 253 Kilometer zwischen Delhi und Agra wurden durch das National Highways Development Project als Teil des Nord-Süd-Korridors ausgewählt.
- Ungefähr 35 Kilometer zwischen Barah and Kanpur wurden durch das National Highways Development Project als Teil des Ost-West-Korridors ausgewählt.